# 哥倫比亞大學諾貝爾獎得主列表

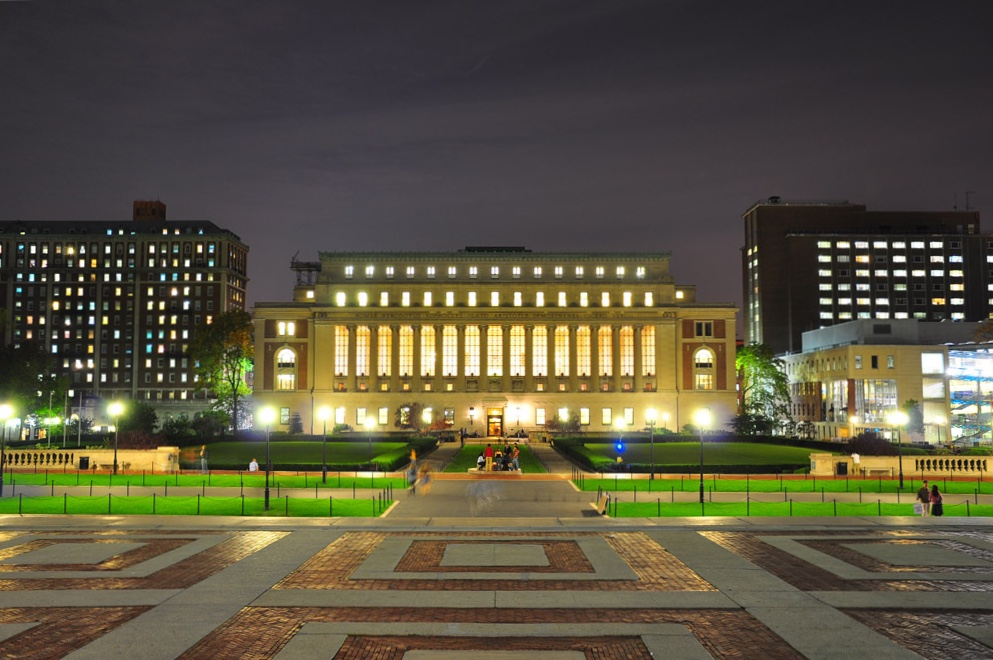
有83位諾貝爾獎得主與哥倫比亞大學存在某種程度的關聯。圖為該校的巴特勒圖書館，以1931年諾貝爾和平獎得主、該校校長尼古拉斯·默里·巴特勒命名。

諾貝爾獎由瑞典皇家科學院、瑞典學院、卡羅琳學院和挪威諾貝爾委員會每年頒發一次，分別授予在化學、物理學、文學、和平、生理學或醫學和經濟學領域作出傑出貢獻的人士。每個獎都是由獨立的委員會頒發，瑞典皇家科學院頒發物理學、化學和經濟學獎，瑞典學院頒發文學獎，卡羅琳學院頒發生理學或醫學獎，挪威諾貝爾委員會頒發和平獎。
根據哥倫比亞大學的統計，截至2022年，共有86位諾貝爾獎得主與該校存在某種程度的關聯；根據該校的官方定義，這些人包括該校的畢業生、教師（包括兼職教師）、研究人員和行政人員。1906年諾貝爾和平獎得主、時任美國總統狄奧多·羅斯福曾在哥倫比亞法學院就讀，也是與該校相關的首位諾貝爾獎得主。有13位哥倫比亞大學的諾貝爾獎得主共同分享了六座獎項，他們分別是：波利卡普·庫施與威利斯·蘭姆共同獲得1955年諾貝爾物理學獎；迪金森·伍德拉夫·理查茲與安德烈·弗雷德里克·考南德共同獲得1956年諾貝爾生理學或醫學獎；奧格·波耳與利奧·雷恩沃特共同獲得1975年諾貝爾物理學獎；巴魯克·塞繆爾·布隆伯格與丹尼爾·卡爾頓·蓋杜謝克共同獲得了1976年諾貝爾生理學或醫學獎；利昂·萊德曼、梅爾文·施瓦茨與傑克·施泰因貝格爾共同獲得1988年諾貝爾物理學獎；理察·阿克塞爾與琳達·巴克共同獲得2004年諾貝爾生理學或醫學獎。有29位哥倫比亞大學諾貝爾獎得主獲得了諾貝爾物理學獎，在數量上超過任何其他獎項；1976年，該校有四人獲得了三項不同的諾貝爾獎，為歷年最多。

## 獲獎者
據哥倫比亞大學校方統計，共有86名與該校有關的人士獲得了諾貝爾獎。獲得各獎項的人數如下：
- 諾貝爾物理學獎：29人；
- 諾貝爾生理學或醫學獎：20人；
- 諾貝爾經濟學獎：15人；
- 諾貝爾化學獎：13人；
- 諾貝爾和平獎：4人；
- 諾貝爾文學獎：5人。

這些獲獎者是：
| 年份 | 形象 | 獲獎者                                                           | 與哥倫比亞大學關係                                                             | 獎項         | 獲獎原因                                                                            |
| ---- | ---- | ---------------------------------------------------------------- | ------------------------------------------------------------------------------ | ------------ | ----------------------------------------------------------------------------------- |
| 1906 |      | 狄奧多·羅斯福                                                    | 1880至1882年就讀法學院，2008年追授法律博士學位                                 | 和平         | 第26任美國總統，促成了《朴資茅斯條約》的簽署，結束了日俄戰爭                        |
| 1923 |      | 羅伯特·密立根                                                    | 1895年獲哲學博士學位                                                           | 物理學       | 「對基本電荷與光電效應的研究」                                                      |
| 1931 |      | 尼古拉斯·默里·巴特勒                                             | 1882年獲文學士學位，1883年獲文學碩士學位，1884年獲哲學博士學位；哲學教授、校長 | 和平         | 促進《非戰公約》簽署，加強國際法與國際法院的作用                                    |
| 1932 |      | 歐文·朗繆爾                                                      | 1903年獲理學士學位                                                             | 化學         | 「在表面化學領域的發現與研究」                                                      |
| 1933 |      | 托馬斯·亨特·摩爾根                                               | 生物學教授                                                                     | 生理學或醫學 | 「發現染色體在遺傳中的作用」                                                        |
| 1934 |      | 哈羅德·尤里                                                      | 化學教授                                                                       | 化學         | 「發現氘」                                                                          |
| 1938 |      | 恩里科·費米                                                      | 物理學教授                                                                     | 物理學       | 「證明了通過中子輻射而產生的新放射性元素的存在，並發現了由慢中子引發的核反應」      |
| 1944 |      | 伊西多·拉比                                                      | 1927年獲哲學博士學位；物理學教授                                               | 物理學       | 「發明核磁共振」                                                                    |
| 1946 |      | 赫爾曼·約瑟夫·馬勒                                               | 1907年獲文學士學位，1911年獲文學碩士學位，1915年獲哲學博士學位；動物學講師     | 生理學或醫學 | 「發現X射線輻射可以誘導突變」                                                       |
| 1946 |      | 約翰·霍華德·諾思羅普                                             | 1912年獲理學士學位，1913年獲文學碩士學位，1915年獲哲學博士學位                 | 化學         | 「製備高純度的酶和病毒蛋白質」                                                      |
| 1949 |      | 湯川秀樹                                                         | 物理學客座教授                                                                 | 物理學       | 「在核力理論研究的基礎上預測了介子的存在」                                          |
| 1950 |      | 愛德華·卡爾文·肯德爾                                             | 1908年獲理學士學位，1909年獲理學碩士學位，1910年獲哲學博士學位                 | 生理學或醫學 | 「發現腎上腺皮質激素及其結構和生物效應」                                            |
| 1955 |      | 波利卡普·庫施                                                    | 物理學教授；行政副校長、教務長                                                 | 物理學       | 「精確測定電子的磁矩」                                                              |
| 1955 |      | 威利斯·蘭姆                                                      | 物理學教授                                                                     | 物理學       | 「與氫原子光譜精細結構相關的發現」                                                  |
| 1956 |      | 迪金森·伍德拉夫·理查茲                                           | 1922年獲文學碩士學位，1923年獲醫學博士學位；醫學教授                           | 生理學或醫學 | 「關於心臟導管插入術及循環系統病變的發現」                                          |
| 1956 |      | 安德烈·弗雷德里克·考南德                                         | 醫學教授                                                                       | 生理學或醫學 | 「關於心臟導管插入術及循環系統病變的發現」                                          |
| 1957 |      | 李政道                                                           | 物理學教授                                                                     | 物理學       | 「對宇稱不守恆的深入研究導致了關於基本粒子的重要發現」                              |
| 1958 |      | 喬舒亞·萊德伯格                                                  | 1944年獲文學士學位；研究助理                                                   | 生理學或醫學 | 「關於基因重組及細菌遺傳物質組織的發現」                                            |
| 1960 |      | 威拉得·利比                                                      | 研究人員                                                                       | 化學         | 「發明了利用碳-14在考古學、地質學、地球物理學和其他科學分支中進行年代測定的方法」   |
| 1963 |      | 瑪麗亞·格佩特-梅耶                                               | 研究人員                                                                       | 物理學       | 「關於原子核殼層結構的發現」                                                        |
| 1964 |      | 康拉德·布洛赫                                                    | 1938年獲哲學博士學位；生物化學講師                                             | 生理學或醫學 | 「關於膽固醇和脂肪酸代謝機理與調控的發現」                                          |
| 1964 |      | 查爾斯·湯斯                                                      | 物理學教授                                                                     | 物理學       | 「在量子電子學領域的重要研究使得基於激微波-激光原理的振盪器和放大器的建造得以實現」 |
| 1965 |      | 朱利安·施溫格                                                    | 1936年獲文學士學位，1939年獲哲學博士學位                                       | 物理學       | 「在量子電動力學領域的重要研究對研究基本粒子的粒子物理學產生深遠影響」              |
| 1967 |      | 喬治·沃爾德                                                      | 1927年獲哲學博士學位                                                           | 生理學或醫學 | 「關於眼的主要生理學和化學視覺流程的發現」                                          |
| 1969 |      | 默里·蓋爾曼                                                      | 物理學客座副教授                                                               | 物理學       | 「關於基本粒子的分類及相互作用的貢獻和發現」                                        |
| 1969 |      | 薩爾瓦多·盧瑞亞                                                  | 研究助理                                                                       | 生理學或醫學 | 「關於病毒的複製機理和遺傳結構的發現」                                              |
| 1970 |      | 盧伊斯·弗德里科·萊洛伊爾                                         | 研究人員                                                                       | 化學         | 「發現核苷酸糖及其在碳水化合物的生物合成中的作用」                                  |
| 1971 |      | 西蒙·史密斯·庫茲涅茨                                             | 1923年獲理學士學位，1924年獲文學碩士學位，1926年獲哲學博士學位                 | 經濟學       | 「以實證為基礎解釋經濟增長，促進了對經濟社會結構和發展過程的新的、更深入的了解」    |
| 1972 |      | 肯尼斯·阿羅                                                      | 1941獲文學碩士學位，1951年獲哲學博士學位                                       | 經濟學       | 「對一般均衡理論和福利理論的開創性貢獻」                                            |
| 1972 |      | 利昂·庫珀                                                        | 1951年獲文學士學位，1953年獲文學碩士學位，1954年獲哲學博士學位                 | 物理學       | 「建立超導微觀理論」                                                                |
| 1972 |      | 威廉·霍華德·斯坦                                                 | 1937年獲哲學博士學位                                                           | 化學         | 「對理解核糖核酸酶分子活性中心的化學結構與催化活性之間的聯繫做出貢獻」              |
| 1975 |      | 奧格·波耳                                                        | 訪問學者                                                                       | 物理學       | 「發現原子核中集體運動與粒子運動的聯繫，並以之為基礎建立原子核結構理論」            |
| 1975 |      | 利奧·雷恩沃特                                                    | 1941年獲文學碩士學位，1946年獲哲學博士學位；物理學教授                         | 物理學       | 「發現原子核中集體運動與粒子運動的聯繫，並以之為基礎建立原子核結構理論」            |
| 1976 |      | 巴魯克·塞繆爾·布隆伯格                                           | 1951年獲醫學博士學位；住院醫師                                                 | 生理學或醫學 | 「關於傳染病起源和傳播的新機制的發現」                                              |
| 1976 |      | 丹尼爾·卡爾頓·蓋杜謝克                                           | 住院醫師                                                                       | 生理學或醫學 | 「關於傳染病起源和傳播的新機制的發現」                                              |
| 1976 |      | 米爾頓·傅利曼                                                    | 1946獲哲學博士學位；客座教授                                                   | 經濟學       | 「在消費分析和貨幣歷史及理論領域的成就，以及對穩定性政策的複雜性的論證」            |
| 1976 |      | 丁肇中                                                           | 助理教授                                                                       | 物理學       | 「在發現一種新的重基本粒子上的開創性研究」                                          |
| 1978 |      | 丹尼爾·那森斯                                                    | 住院醫師                                                                       | 生理學或醫學 | 「發現限制酶及其在分子遺傳學問題上的應用」                                          |
| 1978 |      | 阿諾·彭齊亞斯                                                    | 1958年獲文學碩士學位，1962年獲哲學博士學位                                     | 物理學       | 「發現宇宙微波背景輻射」                                                            |
| 1979 |      | 史蒂文·溫伯格                                                    | 物理學講師                                                                     | 物理學       | 「對基本粒子間弱相互作用和電磁相互作用理論——尤其是對弱中性流的預測——的貢獻」        |
| 1980 |      | 巴茹·貝納塞拉夫                                                  | 1942年獲理學士學位；研究人員                                                   | 生理學或醫學 | 「發現細胞表面由基因決定的、調節免疫反應的結構」                                    |
| 1980 |      | 瓦爾·菲奇                                                        | 1954年獲哲學博士學位                                                           | 物理學       | 「發現中性K介子在衰變時存在對稱破壞」                                               |
| 1981 |      | 羅德·霍夫曼                                                      | 1958年獲文學士學位                                                             | 化學         | 「關於化學反應過程的理論」                                                          |
| 1981 |      | 阿瑟·肖洛                                                        | 客座副教授                                                                     | 物理學       | 「對激光光譜學發展的貢獻」                                                          |
| 1982 |      | 蘇恩·伯格斯特龍                                                  | 研究員                                                                         | 生理學或醫學 | 「關於前列腺素及相關生物活性物質的發現」                                            |
| 1982 |      | 喬治·斯蒂格勒                                                    | 經濟學教授                                                                     | 經濟學       | 「對工業結構、市場運行和公共規管的因果的開創性研究」                                |
| 1984 |      | 卡洛·魯比亞                                                      | 研究員                                                                         | 物理學       | 「在發現W及Z玻色子的大型項目中的決定性貢獻」                                        |
| 1985 |      | 赫伯特·豪普特曼                                                  | 1939年獲文學碩士學位                                                           | 化學         | 「在建立晶體結構測定的直接法上的卓越成就」                                          |
| 1985 |      | 弗蘭科·莫迪利安尼                                                | 經濟學講師（任教於巴德學院，時為哥倫比亞大學的一部分）                         | 經濟學       | 「對儲蓄和金融市場的開創性分析」                                                    |
| 1987 |      | 約瑟夫·亞歷山德羅維奇·布羅茨基                                   | 兼職教授                                                                       | 文學         | 「包羅萬象的著述，充滿了清晰的思考與濃厚的詩意」                                    |
| 1987 |      | 勞勃·梭羅                                                        | 研究員                                                                         | 經濟學       | 「對經濟增長理論的貢獻」                                                            |
| 1988 |      | 利昂·萊德曼                                                      | 1948年獲文學碩士學位，1951年獲哲學博士學位；物理學教授；研究人員               | 物理學       | 「發明中微子束方法，並通過發現μ中微子證明輕子的雙重態結構」                         |
| 1988 |      | 梅爾文·施瓦茨                                                    | 1953年獲文學士學位，1958年獲哲學博士學位；物理學教授                           | 物理學       | 「發明中微子束方法，並通過發現μ中微子證明輕子的雙重態結構」                         |
| 1988 |      | 傑克·施泰因貝格爾                                                | 物理學教授                                                                     | 物理學       | 「發明中微子束方法，並通過發現μ中微子證明輕子的雙重態結構」                         |
| 1989 |      | 諾曼·拉姆齊                                                      | 1935年獲文學士學位，1940年獲哲學博士學位；物理學副教授                         | 物理學       | 「發明分離振盪場方法，並將其應用於氫激微波和其他原子鐘」                            |
| 1989 |      | 哈羅德·瓦慕斯                                                    | 1966年獲醫學博士學位                                                           | 生理學或醫學 | 「發現逆轉錄病毒癌基因的細胞起源」                                                  |
| 1990 |      | 唐納爾·湯瑪斯                                                    | 研究人員                                                                       | 生理學或醫學 | 「關於將器官和細胞移植用於人類疾病治療的發現」                                      |
| 1991 |      | 納丁·戈迪默                                                      | 兼職教授                                                                       | 文學         | 「用她精彩絕倫的史詩巨作讓全人類受益匪淺」                                          |
| 1992 |      | 蓋瑞·貝克                                                        | 經濟學教授                                                                     | 經濟學       | 「將微觀經濟學分析的領域延伸到了人類行為和互動的多個方面，包括非市場行為」          |
| 1992 |      | 德里克·沃爾科特                                                  | 客座教授                                                                       | 文學         | 「光彩奪目的詩歌作品受益於歷史視野，是對多元文化的信念的成果」                      |
| 1993 |      | 勞勃·福格                                                        | 1960年獲文學碩士學位                                                           | 經濟學       | 「運用經濟理論和量化方法解釋經濟和制度變化，開啟了經濟史研究的新篇章」              |
| 1995 |      | 馬丁·佩爾                                                        | 1955年獲哲學博士學位                                                           | 物理學       | 「對輕子物理在實驗方面的開創性貢獻；發現τ子」                                       |
| 1996 |      | 威廉·維克里                                                      | 1937年獲文學碩士學位，1948年獲哲學碩士學位                                     | 經濟學       | 「對信息不對稱下的激勵理論做出重要貢獻」                                            |
| 1997 |      | 勞勃·C·默頓                                                      | 1966年獲理學士學位                                                             | 經濟學       | 「新的金融衍生品定價方法」                                                          |
| 1998 |      | 路易斯·伊格納羅                                                  | 1962年獲文學士學位                                                             | 生理學或醫學 | 「關於一氧化氮在心血管系統中所起到的信號分子作用的發現」                            |
| 1998 |      | 霍斯特·施特默                                                    | 物理學教授                                                                     | 物理學       | 「發現分數量子霍爾效應」                                                            |
| 1999 |      | 勞勃·孟岱爾                                                      | 經濟學教授                                                                     | 經濟學       | 「對不同匯率制度下的貨幣和財政政策的分析，以及對最優貨幣區的分析」                  |
| 2000 |      | 詹姆士·赫克曼                                                    | 經濟學教授                                                                     | 經濟學       | 「建立用於分析選擇性樣本的理論和方法」                                              |
| 2000 |      | 埃里克·坎德爾                                                    | 生理學教授                                                                     | 生理學或醫學 | 「關於神經系統中信號轉導作用的發現」                                                |
| 2001 |      | 威廉·斯坦迪什·諾爾斯                                             | 1942年獲哲學博士學位                                                           | 化學         | 「對手性催化氫化反應的研究」                                                        |
| 2001 |      | 約瑟夫·史迪格里茲                                                | 經濟學教授；客座教授                                                           | 經濟學       | 「對信息不對稱市場的分析」                                                          |
| 2004 |      | 理察·阿克塞爾                                                    | 1967年獲文學士學位；醫學教授                                                   | 生理學或醫學 | 「發現嗅覺受器及嗅覺系統的組織」                                                    |
| 2004 |      | 琳達·巴克                                                        | 研究員                                                                         | 生理學或醫學 | 「發現嗅覺受器及嗅覺系統的組織」                                                    |
| 2005 |      | 罗伯特·格拉布                                                    | 1958年獲哲學博士學位                                                           | 化學         | 「發明有機合成的置換法」                                                            |
| 2006 |      | 約翰·馬瑟                                                        | 物理學講師                                                                     | 物理學       | 「發現宇宙微波背景輻射的黑體形式和各向異性」                                        |
| 2006 |      | 德里克·沃爾科特                                                  | 人文學教授；客座教授                                                           | 文學         | 「在追尋故鄉的憂鬱靈魂時，發現了文化衝突與交融的全新象徵」                          |
| 2006 |      | 艾德蒙·費爾普斯                                                  | 經濟學教授                                                                     | 經濟學       | 「對宏觀經濟政策中跨期權衡的分析」                                                  |
| 2007 |      | 斯蒂芬·施耐德 （獲獎機構政府間氣候變化專門委員會的主要成員之一） | 1972年獲哲學博士學位                                                           | 和平         | 「積累和傳播有關人為原因造成的氣候變暖的知識，為採取對抗這一變化的措施打下基礎」    |
| 2008 |      | 馬丁·查爾菲                                                      | 生物學教授                                                                     | 化學         | 「發現和研究綠色螢光蛋白」                                                          |
| 2009 |      | 巴拉克·歐巴馬                                                    | 1983年獲文學士學位                                                             | 和平         | 第44任美國總統，「為促進國際外交與各國人民合作所做出的卓越努力」                    |
| 2012 |      | 罗伯特·莱夫科维茨                                                | 1962年獲文學士學位，1966年獲醫學博士學位                                       | 化學         | 「研究G蛋白偶聯受體」                                                               |
| 2012 |      | 阿爾文·羅思                                                      | 1971年獲理學士學位                                                             | 經濟學       | 「創立穩定分配理論與市場設計理論」                                                  |
| 2017 |      | 姚阿幸·法蘭克                                                    | 生物科學教授                                                                   | 化學         | 「發明低溫電子顯微鏡技術，用於溶液中生物分子的高分辨率結構測定」                    |
| 2018 |      | 阿瑟·亞希金                                                      | 1947年獲文學士學位                                                             | 物理學       | 「光鑷及其在生物系統中的應用」                                                      |
| 2020 |      | 露伊絲·葛綠珂                                                    | 曾在通識教育學院就讀                                                           | 文學         | 「獨樹一幟的詩意之聲以樸素之美為個體存在賦予普世意義」                              |
| 2022 |      | 約翰·克勞澤                                                      | 1964年獲理學士學位，1966年獲文學碩士學位，1969年獲哲學博士學位                 | 物理學       | 「進行有關量子糾纏的實驗，從而完成了貝爾定理的違背驗證，並開創了量子資訊科學」      |

### 校方統計之外的獲獎者
除去以上86位獲獎者外，還有16位諾貝爾獎得主與哥倫比亞大學有某種程度的關聯，但未被納入學校的官方統計。計入這16人後，獲得各獎項的人數如下：
- 諾貝爾物理學獎：35人；
- 諾貝爾生理學或醫學獎：23人；
- 諾貝爾經濟學獎：16人；
- 諾貝爾化學獎：15人；
- 諾貝爾和平獎：7人；
- 諾貝爾文學獎：6人；
- 合計：102人。

在計入這些官方統計之外的獲獎者後，除去文首所述的共享六座獎項的13人以外，還有6人分享了另外三座獎項：沃爾特·布拉頓與威廉·肖克利共同獲得1956年諾貝爾物理學獎；崔琦與霍斯特·施特默共同獲得1998年諾貝爾物理學獎（後者已納入校方統計）；艾爾·高爾與政府間氣候變化專門委員會的斯蒂芬·施耐德共同獲得2007年諾貝爾和平獎（後者已納入校方統計）。另外，1956年也有四名與哥倫比亞大學相關的人士獲得了兩項諾貝爾獎，與1976年的獲獎人數並居歷年最多。
這16名諾貝爾獎得主是：
| 年份 | 形象 | 獲獎者              | 與哥倫比亞大學關係                                 | 獎項         | 獲獎原因                                                                         |
| ---- | ---- | ------------------- | -------------------------------------------------- | ------------ | -------------------------------------------------------------------------------- |
| 1945 |      | 加夫列拉·米斯特拉爾 | 客座教授（任教於巴納德學院，哥倫比亞大學的一部分） | 文學         | 「她的抒情詩源於強烈的情感，使她的名字在全拉丁美洲成為了理想主義追求的象徵」     |
| 1956 |      | 沃爾特·布拉頓       | 研究人員                                           | 物理學       | 「對半導體的研究以及對電晶體效應的發現」                                         |
| 1956 |      | 威廉·肖克利         | 研究員                                             | 物理學       | 「對半導體的研究以及對電晶體效應的發現」                                         |
| 1959 |      | 埃米利奧·塞格雷     | 訪問學者                                           | 物理學       | 「發現反質子」                                                                   |
| 1967 |      | 漢斯·貝特           | 客座教授                                           | 物理學       | 「對核反應理論的貢獻，尤其是關於恆星中能量生成的發現」                           |
| 1973 |      | 康拉德·洛倫茲       | 曾於醫學院就讀                                     | 生理學或醫學 | 「關於個體與社會行為模式的組織和引發的發現」                                     |
| 1989 |      | 西德尼·奧爾特曼     | 曾於物理學系就讀                                   | 化學         | 「發現RNA的催化性質」                                                            |
| 1998 |      | 崔琦                | 兼職研究員                                         | 物理學       | 「發現分數量子霍爾效應」                                                         |
| 2007 |      | 艾爾·高爾           | 客座教授                                           | 和平         | 「積累和傳播有關人為原因造成的氣候變暖的知識，為採取對抗這一變化的措施打下基礎」 |
| 2010 |      | 劉曉波              | 訪問學者                                           | 和平         | 「為中國基本人權所做的長期非暴力鬥爭」                                           |
| 2011 |      | 雷嫚·葛波薇         | 研究員（任職於巴納德學院，哥倫比亞大學的一部分）   | 和平         | 「為女性安全與女性全面參與和平建設工作的權利所做的非暴力鬥爭」                   |
| 2013 |      | 馬丁·卡普拉斯       | 化學教授                                           | 化學         | 「為複雜化學系統建立多尺度模型」                                                 |
| 2013 |      | 詹姆斯·羅思曼       | 生物化學教授                                       | 生理學或醫學 | 「發現調控囊泡運輸的機制」                                                       |
| 2021 |      | 約書亞·D·安格里斯特 | 客座教授                                           | 經濟學       | 「對研究因果關係的方法論的貢獻」                                                 |
| 2021 |      | 戴維·朱利葉斯       | 研究員                                             | 生理學或醫學 | 「發現溫度和觸覺受體」                                                           |
| 2021 |      | 喬治·帕里西         | 訪問學者                                           | 物理學       | 「發現從原子到行星規模的物理系統中無序和漲落的相互作用」                         |

## 外部連結
- 哥倫比亞大學官方網站（页面存档备份，存于）
- 瑞典皇家科學院官方網站（页面存档备份，存于）
- 諾貝爾基金會官方網站（页面存档备份，存于）